# Reincrocio

Un quadrato di Punnett raffigurante un test-cross. In questo caso si voleva conoscere il genotipo del baccello giallo (tratto dominante); quest'ultimo è stato incrociato con un baccello verde (ovvero un omozigote recessivo). In quanto metà dei figli mostra anche il fenotipo recessivo, possiamo concludere che il baccello giallo è un eterozigote.

Il test cross è un incrocio sperimentale tra un individuo con fenotipo dominante ma genotipo sconosciuto e un individuo con fenotipo recessivo (che può essere solamente omozigote) che ha lo scopo di determinare il genotipo del primo individuo. Se nella prole compare un solo fenotipo, l'individuo con fenotipo dominante di cui non si conosceva il genotipo è omozigote, se invece compaiono entrambi i caratteri l'individuo di cui non si conosceva il genotipo è eterozigote.

## Funzione
Il test cross è utilizzato per stabilire il genotipo di un individuo che manifesta fenotipo dominante.  
- Se l'individuo a genotipo sconosciuto è omozigote, incrociandolo con l'omozigote recessivo si ottengono individui tutti a fenotipo dominante.

- Se l'individuo a genotipo sconosciuto è eterozigote, incrociandolo con l'omozigote recessivo circa la metà dei figli mostrerà il fenotipo dominante, mentre l'altra metà quello recessivo.

## Le caratteristiche
Il reincrocio presenta tre interessanti caratteristiche:
1. I rapporti fenotipici che si ottengono coincidono sempre con quelli genotipici (ad esempio nel primo caso tutti i figli sono eterozigoti e hanno fenotipo dominante).
2. Si producono tante classi fenotipiche quanti sono i tipi diversi di gameti prodotti dall'individuo il cui genotipo si vuole analizzare (ad esempio nel secondo caso vengono prodotti due tipi di gameti e si manifestano entrambi i fenotipi).
3. Il fenotipo della prole corrisponde esattamente al genotipo del gamete prodotto dall'individuo eterozigote (nel secondo caso quando il gamete è dominante il fenotipo dei figli è dominante, quando è recessivo i figli sono recessivi).

Queste tre caratteristiche sono valide anche negli incroci poliibridi tra individui che differiscono per più caratteri.